# Línea M-110 (Área de Málaga)
La línea M-110 es una ruta de transporte público en autobús del Consorcio de Transporte Metropolitano del Área de Málaga. Une el centro de Málaga con Benalmádena Costa a través del término municipal de Torremolinos. Con 126 vehículos al día en jornadas laborables, es la ruta más activa del consorcio.
El 1 de mayo de 2010 se modificaron los horarios de esta línea y se introdujeron servicios directos (línea M-115).
En verano, y concretamente con la campaña 2011, se amplían los horarios con autobuses nocturnos entre el 27 de junio y el 9 de septiembre, y durante la Feria de Agosto se introduce el servicio especial que cubre las paradas de esta línea con cabecera en el Real de la Feria del Cortijo de Torres.